# Dubai Sports City
Dubai Sports City – kompleks sportowy znajdujący się na terenie Dubaju. 
Obecnie w trakcie budowy. Powierzchnia kompleksu wynosi 4 600 000 
metrów kwadratowych. Na terenie będą obecne zarówno obiekty mieszkalne, jak i sportowe. 

## Główne obiekty
Kompleks będzie zawierał następująco obiekty:
- DSC Multi-Purpose Stadium – wielofunkcyjny stadion, budynek pomieści 60 000 kibiców,
- DSC Cricket Stadium – służący do gry w krykieta, pojemność wynosi 20 000 osób,
- DSC Indoor Arena – hala, która będzie mogła pomieścić 10 000 widzów,
- DSC Hockey Stadium – hala służąca do gry w hokeja na trawie, przy hali będzie działać World Hockey Academia.